# الحصن الاسفل (حرض)

تعديل مصدري - تعديل

الحصن الاسفل هي إحدى قرى عزلة الشعاب بمديرية حرض التابعة لمحافظة حجة، بلغ تعداد سكانها 458 نسمة حسب تعداد اليمن لعام 2004.